# Мехмет Акиф (квартал в Кючюкчекмедже)
„Мехмет Акиф“ (на турски: Mehmet Akif) е квартал на Истанбул, разположен в градска околия Кючюкчекмедже. Общата му площ е 1,1 км2. Според данни на Адресната система за регистриране на населението (ABPRS) към 2023 г. населението на „Мехмет Акиф“ е 52 963 жители.